# Rudolf Emil Kálmán
Rudolf Emil Kálmán (* 19. května 1930, Budapešť, Maďarsko - 2. července 2016, Gainesville, Florida, USA) byl maďarsko-americký matematik, tvůrce moderní teorie řízení a teorie systémů. Jeho nejznámějším objevem je tzv. Kálmánův filtr, matematická metoda široce používaná v navigaci, zejména v letectví. Jeho modely ovlivnily mnoho jiných kontrolních systémů v průmyslu, přímo ovlivnil například vývoj autopilota v letadlech.
Roku 1943 emigroval do Spojených států. Vystudoval elektrické inženýrství na Massachusetts Institute of Technology (MIT) v Cambridge. Absolvoval roku 1954. Roku 1957 získal doktorát na Kolumbijské univerzitě v New Yorku. Zde ho vedl John Ralph Ragazzini. Poté pracoval v laboratořích IBM. V letech 1958-1964 pracoval v Research Institute for Advanced Studies v Baltimoru.
Roku 2009 převzal od prezidenta Baracka Obamy ocenění National Medal of Science. 